# Morfism de grupuri
În matematică, o funcție {\displaystyle f:G\rightarrow G'} se numește morfism de grupuri în următoarele condiții: {\displaystyle G\ {\text{si}}\ G'}admit fiecare o structură de grup, cu operațiile notate {\displaystyle \cdot } și respectiv {\displaystyle \circ }, iar {\displaystyle f(x\cdot y)=f(x)\circ f(y)\quad ,\forall x,y\in G}

## Proprietăți
1. Dacă e și e' sunt elementele neutre ale lui G si G' atunci f(e)=e'.
2. {\displaystyle \forall } x {\displaystyle \in } G, {\displaystyle f(x^{-1})=(f(x))^{-1}}.
3. θ : G → G', θ(x)=e', x {\displaystyle \in } G este evident morfism de grupuri numit morfismul nul.
4. Compunerea de morfisme de grupuri este tot un morfism de grupuri.
5. 1G : G → G, 1G(x) = x, x {\displaystyle \in } G este evident morfism de grupuri numit morfismul identic al grupului G.  În plus, dacă f : G → G' este morfism de grupuri atunci au loc: f ∘ 1G = f și 1G' ∘ f = f.
6. f este izomorfism de grupuri dacă și numai dacă f este bijectivă.